# 松本修明
松本 修明（まつもと しゅうみょう、1938年〈昭和13年〉 - ）は、東京都八王子市生まれの僧侶。文句能化。宗教法人無心庵（富士山蓮華寺）代表役員。富士山蓮華寺東京布教所主管。

## 人物
- 1938年生。
- 本名：松本勝彌　宗教法人無心庵（富士山蓮華寺）代表役員
- 東海大学時代、創価学会に入信。その後、創価学会本部職員（財団法人・民主音楽協会企画部）となり、創価学会の理事・教学部教授などに就任[2]。
- 1972年、現職のまま創価学会を相手に「正本堂御供養金返還訴訟」[3]を起こす。創価学会を除名、職員を懲戒免職となる[4]。日蓮正宗からも破門される[5]。
- 大日蓮宗の本山上行寺の貫首・工藤日吼のもとで得度[6]。
- 大日蓮宗が日蓮宗への復帰（1973年5月）にともない、大日蓮宗を離れる[6]。
- 西山本門寺(日興門流)の第50世貫主森本日正の直弟子となり、1984年「修明」を受ける。
- 1992年（平成4）4月、西山本門寺東京布教所主幹を拝命。富士山蓮華寺住職に就任。
- 1993年（平成5）4月、西山本門寺50世玄義能化・智識相承（漫荼羅添書）、恵照坊日承の日号を授与。
- 1994年（平成6）4月、西山本門寺50世文句能化・智識相承（漫荼羅添書）授与。
- 1995年（平成七）、西山本門寺50世森本日正上人より玄妙阿闍梨号（漫荼羅添書）を授与。
- 2020年（平成22）より『御義口伝文句統略』を伊藤瑞叡先生主宰の『法華学報』に連続掲載中。
- 日蓮宗の僧侶と親交が有る。

## 著書
- 『南無妙法蓮華経要義』全四巻（小林書房,1991）
- 『本化興風略要品　本化興風法式壹』（富士山本門寺根源東京布教所,1993）
- 『禅定・読経・写経から観た日本仏教』（東京ライフデザインアカデミー,2006）
- 松本修明伝 「御義口伝文句統略（上）序品第1」『法華学報』第19号（法華佛教文化総合研究会編，ニチレン出版，2010年）
- 松本修明伝「御義口伝文句統略（上）方便品第二」『法華学報』第20号（法華佛教文化総合研究会編，ニチレン出版，2011年）
- 松本修明伝 「御義口伝文句統略（上）譬喩品第三・信解品第四・薬草喩品第五」『法華学報』第21号（法華佛教文化総合研究会編，ニチレン出版，2012年）
- 「『御義口伝玄義統略』『御義口伝文句統略』解題考」『伊藤瑞叡博士古稀記念論文集:法華仏教と関係諸文化の研究』(山喜房佛書林，2013年2月28日)
- 『法華玄義口決』全5巻（国書刊行会，2022年9月15日）
- 『法華文句口決』全6巻（国書刊行会，2023年3月31日）
- 『法華経開結口決』全1巻（国書刊行会，2023年3月31日）

その他多数。